# Foxconn
Foxconn (кит. 富士康) — торговое наименование тайваньской фирмы Hon Hai Precision Industry Co., Ltd. Является крупнейшим в мире контрактным OEM-производителем электроники, осуществляя производство комплектующих (разъёмов и корпусов) и сборку высокотехнологичной продукции по заказу бесфабричных компаний, которые, в свою очередь, занимаются разработкой и продажей изделий. Входит в десятку крупнейших производителей компьютерных комплектующих.
С самого основания в 1974 году и до 2019 года компанию возглавлял Терри Гоу. В сентябре 2023 года Гоу окончательно покинул Foxconn, выйдя из состава совета директоров компании, однако остаётся её крупнейшим акционером.

## История
Компания была основана Терри Гоу в 1974 году в промышленной зоне Тайбэя Тученг. Первоначально она производила пластмассовые детали к телевизорам и называлась Hon Hai Plastics Corporation. Уже в следующем году ассортимент продукции начал расширяться, и название было изменено на Hon Hai Industrial Corporation.
В конце 1970-х годов компьютерные компании США и Европы начали для снижения расходов перемещать производство в страны Азии, в частности на Тайвань, и Гоу решил сделать свою компанию субподрядчиком по производству комплектующих к вычислительной технике. В 1981 году Hon Hai, взяв себе торговое наименование Foxconn, начала производить разъёмы для компьютерной техники, в 1982 году было освоено также производство кабелей. К концу 1980-х годов клиентами Foxconn стало большинство ведущих производителей компьютеров.
В 1988 году Hon Hai стала первой тайваньской компанией, открывшей завод в КНР (в Шэньчжэне); зарплаты на Тайване становились всё выше, соответственно снижалась конкурентоспособность продукции.
В 1991 году компания стала публичной, разместив свои акции на Тайваньской фондовой бирже, при этом Гоу оставил за собой 25 % акций. Вырученные от размещения акций средства были пущены на международную экспансию Hon Hai — в 1993 году были открыты ещё два завода в КНР, в Шэньчжэне и Куньшане. В 1994 году Foxconn открыла научно-исследовательские центры в Соединённых Штатах и Японии. В 1995 году с Dell был заключён первый крупный договор на контрактную сборку компьютеров на заводе в Шэньчжэне. В это время годовой оборот Hon Hai составлял около 500 млн долларов.
В 1996 году компанией было начато производство корпусов для персональных компьютеров, и уже в следующем году Foxconn вошла в число мировых лидеров в этой сфере, заказчиками выступали такие компании как IBM, Dell, Apple и Compaq. В 1998 году Foxconn открыла заводы в Великобритании, в 1999 году — в США и Ирландии. В 2000 году был открыт завод в Чехии по изготовлению корпусов к компьютерам Apple, также компания купила завод по производству материнских плат Intel в Пуэрто-Рико и начала собирать игровые приставки PlayStation 2 для Sony. Дочерняя компания в КНР Foxconn International была основана также в 2000 году, она стала основным производителем портативной электроники Apple: iPod с 2001 года, iPhone с 2007 года, iPad с 2010 года. В 2001 году было начато производство комплектующих к мобильным телефонам, в 2003 году был куплен завод Motorola в Мексике. Также в 2003 году компания создала совместное предприятие с Chi Mei Corporation по производству TFT-LCD панелей; позже оно стало самостоятельной компанией InnoLux Corporation. К 2004 году Hon Hai стала крупнейшим контрактным производителем компьютеров, а к 2005 году — также и мобильных телефонов.
В 2006 году Hon Hai поглотила Premier Image Technology Corporation, гонконгскую компанию по производству фотоаппаратов. В 2007 году новые заводы Foxconn появились в Чехии, Венгрии, Мексике, Бразилии, Индии и Вьетнаме. В 2010 году оборот компании достиг 100 млрд долларов.
В 2010 году состоялось открытие завода в России. В 2012 году завод занимал арендованные площади в Шушарах, строительство собственного здания приостановлено по ряду причин. В 2016 году Foxconn приобрела 66 % акций японской Sharp за 388,8 млрд иен ($3,47 млрд).
В июне 2019 года основатель компании Терри Гоу объявил об уходе с поста председателя совета директоров, оставшись в его составе. В сентябре 2023 года Гоу покинул совет директоров Foxconn. В 2021 году было создано совместное предприятие с таиландской нефтегазовой компанией PTT, названное Horizon Plus; завод номинальной производительностью 50 тыс. электромобилей в год начал работу в 2024 году. В октябре 2021 года за 230 млн долларов был куплен завод по производству электромобилей в Лордстауне (Огайо, США). Направление электромобилей было расширено в 2022 году созданием совместного предприятия Ceer Motors в Саудовской Аравии; партнёром выступил суверенный фонд Саудовской Аравии. В 2022 году было объявлено о создании в Индии совместного предприятия между Foxconn и Vedanta Resources; в первую в стране фабрику по производству полупроводников планировалось вложить 19 млрд долларов; в 2023 году стороны отказались от проекта. В октябре 2023 года власти КНР инициировали расследование в отношении Foxconn; компания подозревается в налоговых махинациях и недобросовестном использовании земель.

## Собственники и руководство
Крупнейшими акционерами по состоянию на начало 2025 года были Терри Гоу (12,54 %), New Labor Pension Fund (1,77 %), LGT Bank AG (1,27 %), GIC (1,25 %), Vanguard Total International Equity Index (1,22 %), Norges Bank (1,16 %), Vanguard Developing Markets Index Fund (1,1 %).
Лю Янвэй (Liu Young-way, 劉揚偉, род. в 1956 году) — президент и председатель совета директоров с 2019 года, в компании с 2007 года.

## Деятельность

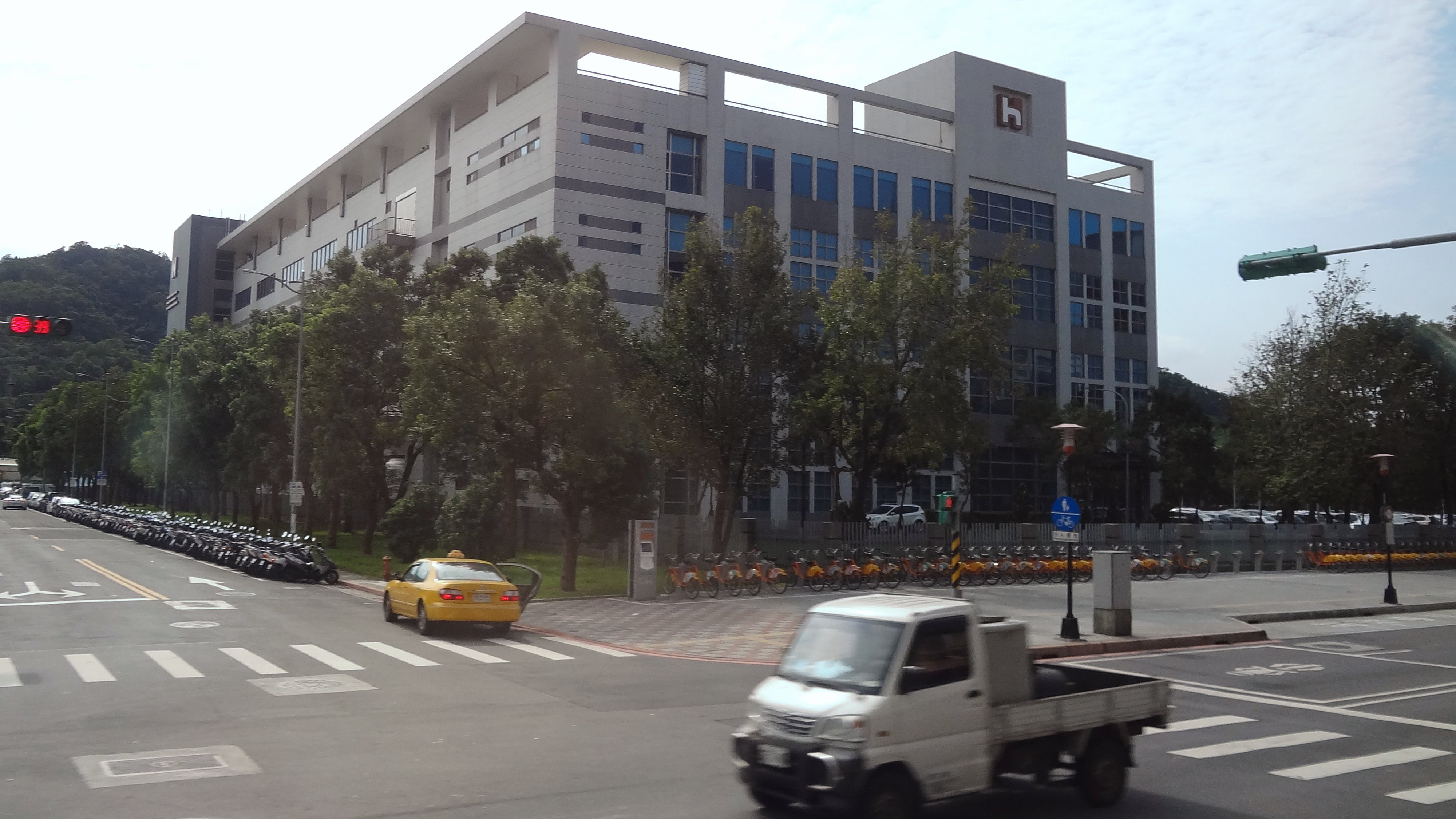
Завод в Синьбэе

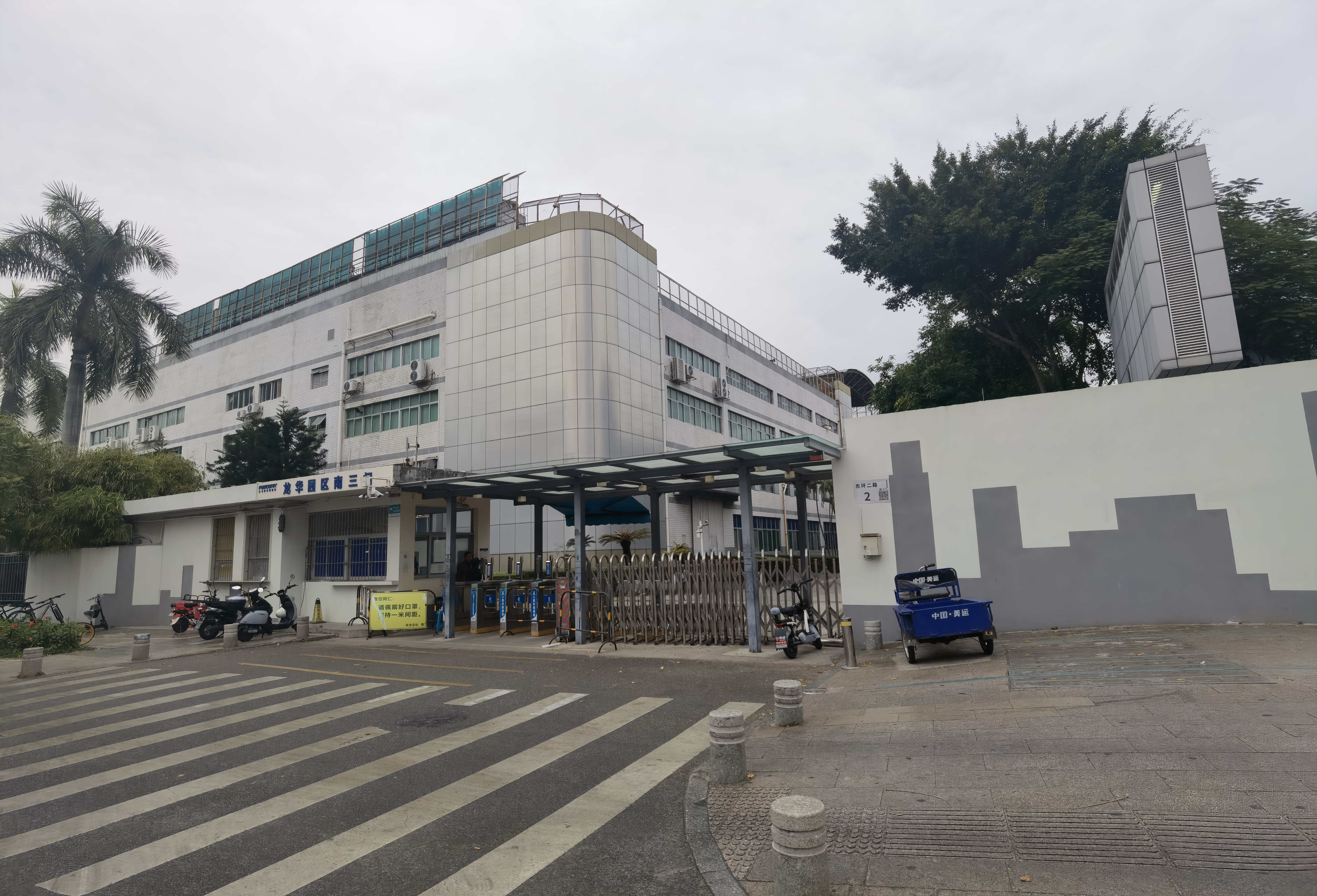
Завод в Шэньчжэне

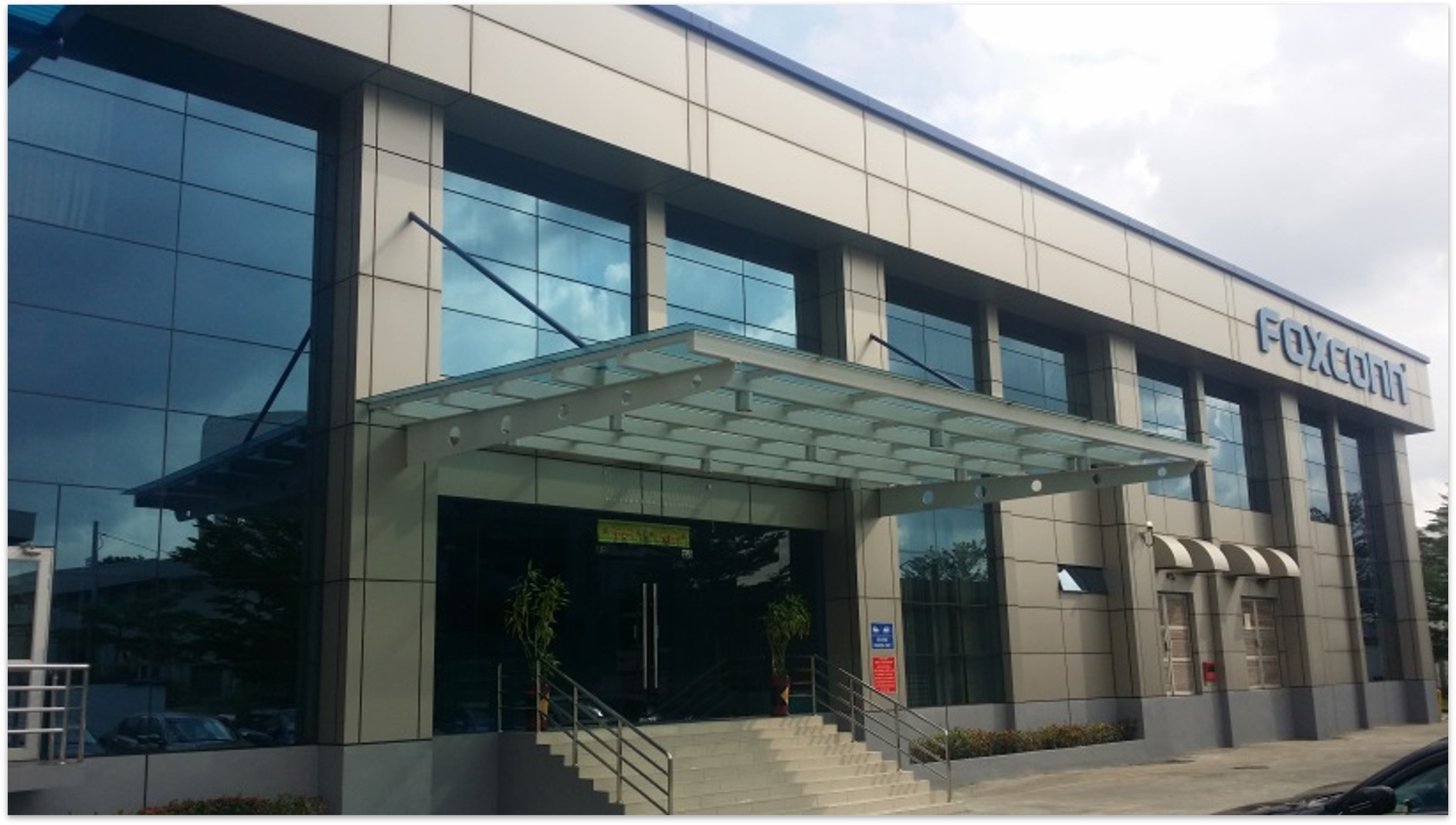
Технологический центр в Малайзии

Компания занимает более 40 % мирового рынка контрактного производства электроники. Крупнейшими клиентами являются Apple, Cisco, Dell, HP Inc., IBM, Lenovo, Microsoft и Sony.
Foxconn занимается изготовлением таких известных изделий, как:
- фотокамеры Canon;
- игровые приставки PlayStation 3 и PlayStation 4 для Sony; Wii и Switch для Nintendo; Xbox 360 для Microsoft;
- смартфоны для корпораций Xiaomi, OnePlus, Huawei, HMD Global (под брендом Nokia);
- электронные книги для Amazon (Kindle), Barnes & Noble (Nook) и PocketBook International;
- iPhone, iPad, MacBook, iPod для корпорации Apple[18];
- материнские платы для корпорации Intel;
- оборудование для Cisco;
- выполняет различные заказы для американских фирм Dell и Hewlett-Packard[8][19][20][21].

Кроме того, компания выпускает материнские платы, корпуса и неттопы под собственной торговой маркой Foxconn.
В географическом распределении выручки лидирующие позиции занимают Европа (1,45 трлн NT$ из 4,36 трлн NT$ в 2016 году) и США (1,37 трлн NT$); далее следуют Сингапур (374 млрд NT$), КНР (319 млрд NT$), Япония (125 млрд NT$); на домашний рынок приходится менее 1 % выручки (32 млрд NT$).
Основные продукты и услуги компании:
- смартфоны и другая портативная электроника, телевизоры, игровые консоли, акустические системы;
- серверы, сетевое и телекоммуникационное оборудование;
- компьютеры, ноутбуки, планшеты;
- комплектующие, включая разъёмы, оптические и электронные компоненты, микросхемы, электромеханические устройства, корпуса к системным блокам, радиаторы и другие прецизионные комплектующие из металла и пластмассы;
- электромобили и электроавтобусы;
- логистика;
- разработка программного обеспечения.

Расходы на научно-исследовательскую деятельность в 2024 году составили 115,8 млрд тайваньских долларов ($3,8 млрд, 1,69 % от выручки).
Число сотрудников компании на Тайване в 2015 году составляло 830 тысяч, в 2016 году — 727 тысяч, на конец I квартала 2017 года — 618 тысяч; таким образом компания проводит автоматизацию производства с радикальным сокращением численности персонала. По состоянию на 2024 год у компании было около 900 тыс. сотрудников. Производственные мощности насчитывают 233 фабрики в 24 странах. Значительная часть производства расположено в КНР, в частности, в районе Лунхуа Шэньчжэня имеется целый «город Foxconn» площадью около 3 км², включающий 9 фабрик, общежития, 4 бассейна, пожарную часть и собственный телеканал. Другие крупные производственные центры в КНР находятся в Чжэнчжоу (неофициально «Айфон-сити», поскольку там производится половина всех iPhone), Яньтае, Чэнду, Чунцине, Ухане и Вэйхае. Также заводы Foxconn есть в Австралии, Бразилии, Венгрии, Вьетнаме, Индии, Мексике, Словакии, США (Wisconn Valley Science and Technology Park), Чехии и некоторых других странах. На Тайване работает 8 заводов и 2 научно-исследовательских центра.
В списке крупнейших публичных компаний мира Forbes Global 2000 за 2024 год Hon Hai Precision заняла 119-е место. В списке крупнейших компаний по размеру выручки Fortune Global 500 заняла 32-е место.
|                     | 2008  | 2009  | 2010  | 2011  | 2012  | 2013  | 2014  | 2015  | 2016  | 2017  | 2018  | 2019  | 2020  | 2021  | 2022  | 2023  | 2024  |
| ------------------- | ----- | ----- | ----- | ----- | ----- | ----- | ----- | ----- | ----- | ----- | ----- | ----- | ----- | ----- | ----- | ----- | ----- |
| Оборот              | 1473  | 1421  | 2313  | 2773  | 3905  | 3952  | 4213  | 4482  | 4359  | 4707  | 5294  | 5343  | 5358  | 5994  | 6627  | 6162  | 6860  |
| Чистая прибыль      | 55,13 | 75,69 | 77,15 | 81,59 | 91,67 | 106,7 | 130,5 | 146,9 | 148,7 | 138,7 | 129,1 | 115,3 | 101,8 | 139,3 | 141,5 | 142,1 | 152,7 |
| Активы              | 648,7 | 833,5 | 1182  | 1528  | 2050  | 2312  | 2463  | 2308  | 2592  | 3407  | 3381  | 3321  | 3674  | 3909  | 4134  | 3940  | 4394  |
| Собственный капитал | 361,2 | 439,9 | 480,6 | 577,8 | 680,9 | 764,7 | 930,2 | 1008  | 1079  | 1084  | 1212  | 1240  | 1297  | 1380  | 1451  | 1493  | 1645  |

## Критика

### Условия труда
Обвинения в том, что на заводах компании существуют плохие условия труда, выдвигались неоднократно. Новостные сводки сообщали о ненормированном рабочем дне, дискриминации китайских рабочих со стороны тайваньских коллег и отсутствие деловых отношений в компании. Хотя проверкой Apple в 2007 году было установлено, что Foxconn соблюдает законодательство в большинстве случаев, несколько обвинений были подтверждены.
Беспокойство возросло в начале 2012 года в связи с публикацией в газете The New York Times. Некоторые из выдвинутых в статье обвинений подтвердились в ходе проверки, проведённой организацией «Fair Labor Association» по просьбе Apple. Было установлено, что работникам постоянно недоплачивали сверхурочные, а также высок уровень производственного травматизма.
Гонконгская некоммерческая организация «Students and Scholars Against Corporate Misbehavior» выпустила ряд критических отчётов о том, как Foxconn обращается со своими работниками. Организация обнаружила гораздо худшие условия, чем проверка Fair Labor Association в 2012 году, полагаясь, однако, на гораздо меньшее число респондентов — от 100 до 170. Проверка Fair Labor Association в 2012 году основана на беседах с 35 тысячами сотрудниками Foxconn.
В сентябре 2012 года потасовка в рабочих общежитиях в городском округе Тайюань провинции Шаньси переросла в массовые беспорядки, в которых приняли участие 2000 человек. Беспорядки были подавлены с помощью охраны.
В октябре 2012 года компания признала, что в течение некоторого времени на заводе в городе Яньтай провинции Шаньдун работали 14-летние дети, но при этом отметила, что эти рабочие участвовали в программе стажировки. В Китае закон разрешает гражданам работать по достижении 16-летнего возраста.
В ноябре 2022 года на заводе компании в Чжэнчжоу начались волнения, недовольство около 20 тысяч сотрудников компании вызвало то, что им приходится жить в одном общежитии с заболевшими COVID-19 работниками, не была выплачена зарплата и не были предоставлены компенсационные льготы. Согласно прогнозу UBS, из-за волнений количество выпущенных iPhone 14 могло сократиться на 16 млн штук, с 92 млн до 76 млн устройств.

## Дочерние компании

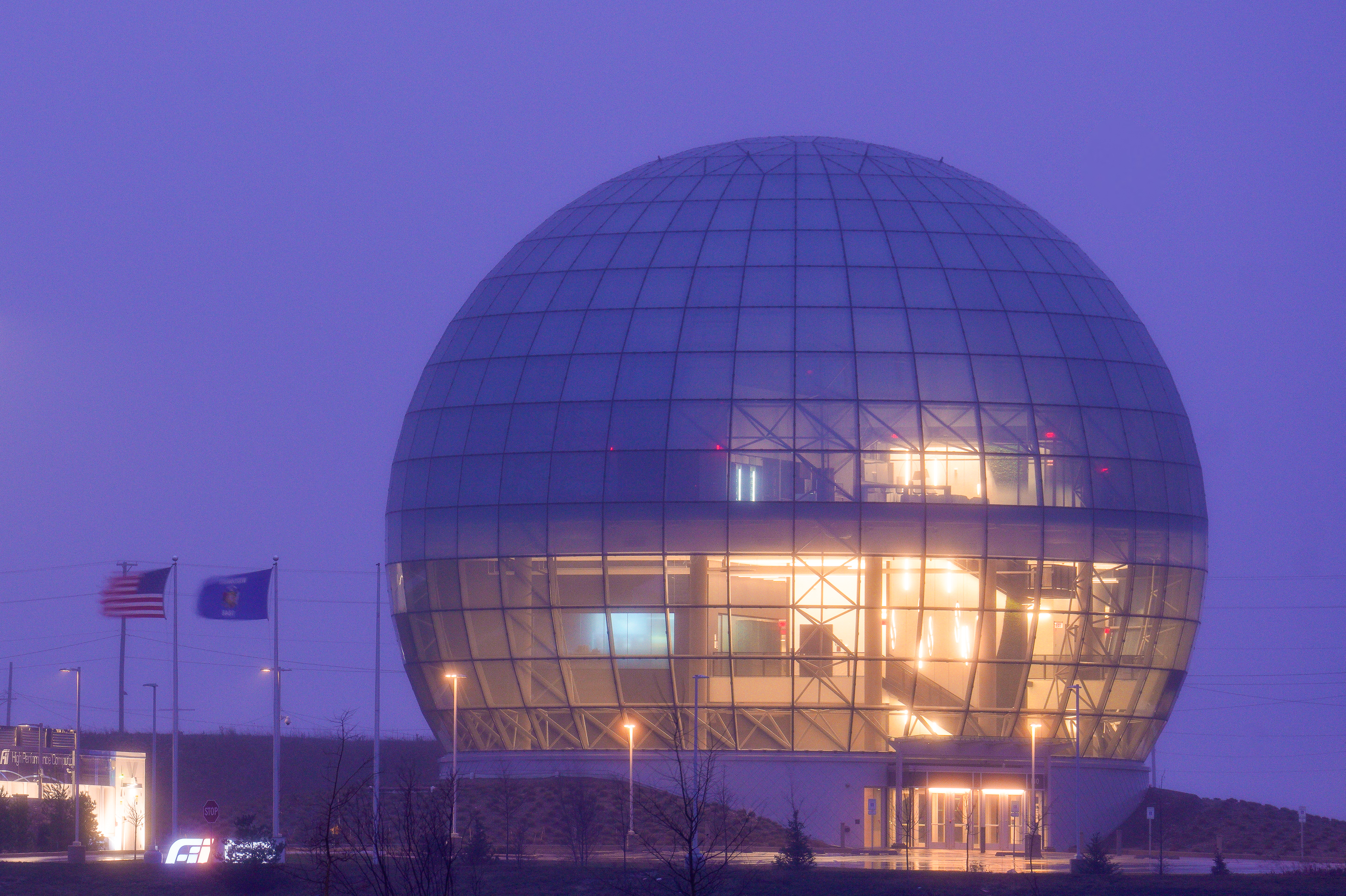
Дата-центр в Висконсине (США)

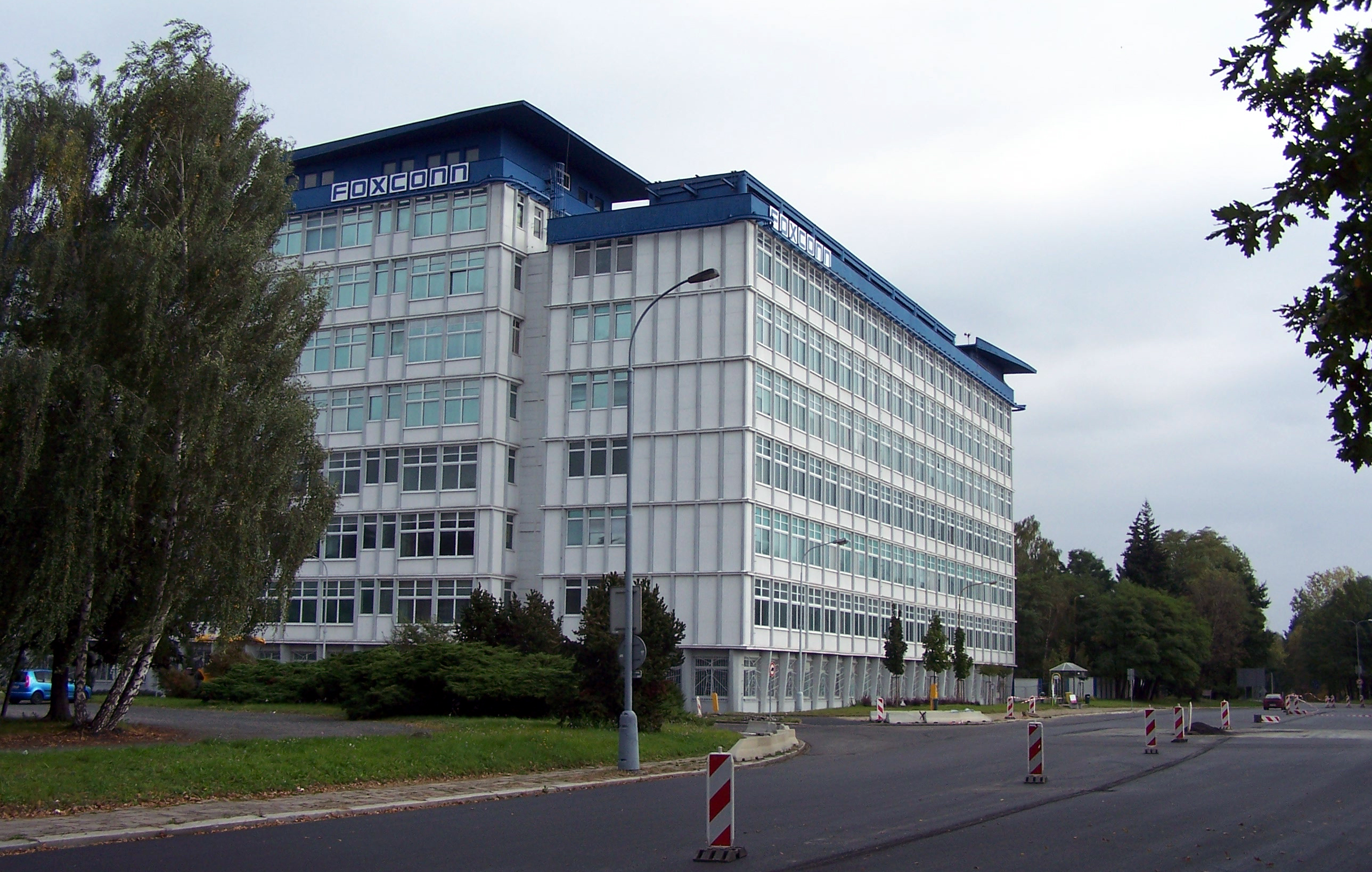
Завод в Чехии

Основные дочерние компании и инвестиции:
- Foxconn (Far East) Limited — инвестиционный холдинг для компаний в КНР, Гонконге, Европе и Америке; разработка, производство и продажа компьютерных комплектующих (100 %);
- Sharp Corporation — японская корпорация, производит бытовую технику, офисную и потребительскую электронику (34,12 %)[41];
- Ecmms Precision Singapore Pte. Ltd. — международная торговля компьютерной техникой (Сингапур, 100 %);
- Hyield Venture Capital Co., Ltd. — осуществляет венчурные инвестиции в компании по производству автомобильной электропроводки и электроники (100 %);
- Bon Shin International Investments Co., Ltd. — инвестиции в тайваньские компании по производству промышленного оборудования (100 %);
- Margini Holdings Limited — инвестиционный холдинг для компаний по экспорту и сбыту продукции во Вьетнаме и Бразилии (100 %);
- Ambit International Ltd. — инвестиционный холдинг для компаний в КНР, производящие блоки питания и сетевые кабели (100 %);
- Foxconn Industrial Internet, Co., Ltd.[англ.] — производство сетевого и телекоммуникационного оборудования, прецизионных инструментов и промышленных роботов (КНР, 83,32 %)[42];
- Foxconn Holdings B.V. (Нидерланды) — инвестиционный холдинг для компаний в Европе (100 %);
- Fenix Industria De Eletronicos Ltda. — производство электроники на фабриках в Бразилии (100 %);
- Foxconn Moebg Industria De Eletronicos Ltda — производство электроники на фабриках в Бразилии (100 %);
- Foxconn Technology Co., Ltd. — производство компьютерной техники и другой электроники (28,26 %)[43];
- Foxconn Holding Ltd. — инвестиционный холдинг для компаний в Азиатско-тихоокеанском регионе и Америке (100 %);
- Hon Yuan International Investment Co., Ltd. — инвестиции в тайваньские компании по производству промышленного оборудования (100 %);
- Hon Chi International Investment Co., Ltd. — инвестиции в тайваньские компании по разработке программного обеспечения (100 %);
- Foxconn Singapore (Pte) Ltd. — компания по сбыту продукции в Азиатско-тихоокеанском регионе (100 %);
- Foxconn SA B.V. — инвестиционный холдинг для компаний по сбыту продукции в России (100 %);
- Pan-International Electronics — производство кабелей и мелкой электроники (Малайзия, 26,51 %);
- Lin Yih International Investment Co., Ltd. — инвестиции в тайваньские компании по производству электронных комплектующих (100 %);
- Syntrend Creative Park Co., Ltd. — розничная продажа офисной техники, разработка ПО (74,8 %);
- Premier Image Technology (H.K.) Limited — инвестиционный холдинг для компаний в КНР, производящих фотоаппараты (Гонконг, 99,95 %);
- Altus Technology Inc. — предоставляет лизинговые услуги (100 %);
- Ennoconn Corporation — сборка компьютерных и других плат (26,82 %)[44];
- Foxtron Vehicle Technologies Co., Ltd. — совместное предприятие с Yulon Motor по производству электромобилей (46,25 %);
- Socle Technology Corporation — основана в 2001 году, куплена в 2014 году, разработка систем на кристалле (100 %)[45];
- Hon Young Semiconductor Corporation — основана в 2021 году, производство полупроводников, включая силовые микросхемы (100 %);
- Foxconn Ev Singapore Holdings Pte. Ltd. — холдинговая компания для инвестиций в производство электромобилей (100 %).
- Hon Hai/Foxconn California LLC. и Hon Hai/Foxconn Texas LLC. — логистические услуги в США;
- Foxconn International Inc. — осуществляет подачу заявок на патенты в США;
- Jin Ji City Trading Co., Ltd. (Гонконг) — инвестиционный холдинг для компаний по производству роботов, промышленного оборудования и комплектующих;
- Perobot Co., Ltd. — продажа и сдача в аренду роботов, а также их сервисное обслуживание[7];
- FIH Mobile — производство мобильных устройств, в частности, для HMD Global под брендом Nokia (64,44 %)[46];
- Belkin — основана в 1983 году, куплена в 2016 году, производство аксессуаров для мобильных телефонов, включая зарядные устройства, кабели и наушники (США, 100 %);
- Smart Technologies — основана в 1987 году, куплена в 2016 году, интерактивные доски (Канада, 100 %)[47].